# منطقه سفید و محوطه طسم
منطقه سفیدومحوطه طسم در شهرستان کاشان، روستای مشکان واقع شده و این اثر در تاریخ ۲۵ اسفند ۱۳۷۹ با شمارهٔ ثبت ۳۳۳۶ به‌عنوان یکی از آثار ملی ایران به ثبت رسیده است.